# Grete Friedmann
Grete Friedmann (Londra, 21 luglio 1934 – ...) è stata una schermitrice austriaca, vincitrice di una medaglia d'argento ed una di bronzo ai Campionati Internazionali di scherma.